# Liste der Biografien/Lanv
Liste der Biografien |
Portal Biografien |
Personensuche
# |
A |
B |
C |
D |
E |
F |
G |
H |
I |
J |
K |
L |
M |
N |
O |
P |
Q |
R |
S |
T |
U |
V |
W |
X |
Y |
Z |
?
 
La |
Lb |
Lc |
Le |
Lg |
Lh |
Li |
Lj |
Ll |
Lm |
Lo |
Lp |
Lt |
Lu |
Lv |
Lw |
Lx |
Ly |
Lz
 
Laa |
Lab |
Lac |
Lad |
Lae–Lah |
Lai |
Laj |
Lak |
Lal |
Lam |
Lan |
Lao |
Lap |
Laq |
Lar |
Las |
Lat |
Lau |
Lav |
Law |
Lax |
Lay |
Laz
 
Lana |
Lanc |
Land |
Lane |
Lanf |
Lang |
Lanh |
Lani |
Lanj |
Lank |
Lanl |
Lanm |
Lann |
Lano |
Lanp |
Lanq |
Lanr |
Lans |
Lant |
Lanu |
Lanv |
Lanw |
Lanx |
Lany |
Lanz
Die Liste der Biografien führt alle Personen auf, die in der deutschsprachigen Wikipedia einen Artikel haben. Dieses ist eine Teilliste mit 3 Einträgen von Personen, deren Namen mit den Buchstaben „Lanv“ beginnt.

## Lanv

### Lanve
- Lanvermann, Ollie, deutscher Filmeditor

### Lanvi
- Lanvin, Gérard (* 1950), französischer SchauspielerGérard Lanvin (* 1950)

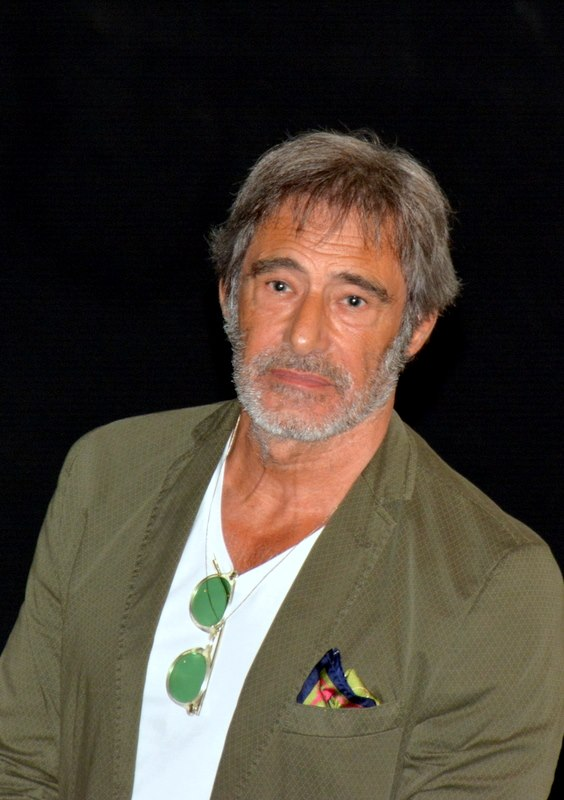
Gérard Lanvin (* 1950)

- Lanvin, Jeanne (1867–1946), französische Modeschöpferin